# Torpedo Fire
Torpedo Fire est un jeu vidéo de type wargame développé et publié par Strategic Simulations en avril 1981 sur Apple II. Le jeu se déroule pendant la Seconde Guerre mondiale et simule, à l’échelle tactique, une bataille navale qui oppose un convoi de navire à un sous-marin. Suivant qu’il contrôle les navires ou le sous-marin, le joueur ne visualise pas les combats de la même manière. Dans le premier cas, il s’appuie ainsi sur une carte regroupant les informations données par son convoi alors que dans le second, il visualise les combats via son périscope. Le jeu se déroule au tour par tour avec d’abord une phase dédiée aux commandes, puis une phase dédiée à l’exécution des ordres par l’ordinateur et au calcul des résultats des tirs. Il ne propose qu’un unique scénario mais permet d’en créer de nouveaux en changeant les navires et les sous-marins impliqués, que le joueur peut lui-même créer ou sélectionner parmi ceux disponible dans la base de données du jeu. À sa sortie, Torpedo Fire fait l’objet de critiques partagées dans la presse spécialisée. Dans le magazine Computer Gaming World, le journaliste Bob Proctor le juge ainsi « amusant et excitant » malgré ses quelques défauts alors que Forrest Johnson du magazine The Space Gamer estime au contraire qu’il est « morne » et « peu amusant » du fait de nombreux bugs, de la difficulté de toucher sa cible et de ses conditions de victoire irréalistes. Rétrospectivement, le journaliste du magazine Tilt le considère au contraire comme l’un des wargames navals les plus intéressantes, grâce notamment à ses graphismes en 3D et à son éditeur de scénario.

## Système de jeu
Le jeu simule des combats navals dans lesquels le joueur peut affronter un autre joueur ou l’ordinateur. Dans ce cas, le joueur contrôle un convoi de navires devant faire face à l’attaque d’un sous-marin. Le jeu se déroule pendant la Seconde Guerre mondiale. Il ne propose qu’un unique scénario prédéfini mais permet également de créer ses propres scénarios pour lesquels le joueur peut définir les sous-marins de l’attaquant et les navires de l’escorte parmi ceux disponibles dans le jeu pour l’Allemagne, le Royaume-Uni, les États-Unis et le Japon. Par l’intermédiaire d’un programme, baptisé SSI Shipyards, le joueur peut également créer ses propres navires,,. Le jeu se déroule uniquement à l’échelle tactique. Les joueurs n’ont donc pas besoin de gérer les aspects logistiques comme les réserves de carburants ou de munitions. Les points ne sont attribués qu’en fonction des dégâts infligés à l’adversaire. Les deux joueurs ne visualisent pas le champ de bataille de la même manière. Le commandant du sous-marin observe ainsi l’affrontement via son périscope alors que celui de l’escorte s’appuie sur une carte regroupant les informations données par les sonars, les radars et la vision de ses navires. Une partie se déroule au tour par tour, chaque tour représentant 60 secondes. Avant le début d’un tour, chaque joueur peut consulter la carte, visualiser le statut de ses navires et leur donner des ordres. Lorsque tous les ordres sont donnés, les mouvements et les combats sont calculés simultanément par l’ordinateur en prenant en compte les différentes caractéristiques des navires comme la vitesse ou l’armement,. L’ordinateur affiche ensuite les résultats sur l’écran. 

## Conception et publication
Conçu par Joel Billings et John Lyon, le jeu s’inspire notamment des jeux de plateau Submarine d’Avalon Hill et Up-Scope Fire de Simulations Publications. 
Il est publié par Strategic Simulations en avril 1981 sur Apple II,. 

## Accueil
Dans sa critique publié en 1981, le journaliste Bob Proctor du magazine Computer Gaming World décrit Torpedo Fire comme un jeu d’une « conception excellente » malgré quelques défauts qui selon lui, ne l’empêche pas d’être « amusant et exitant ». Le journaliste Forrest Johnson du magazine The Space Gamer juge au contraire que malgré ses qualités, dont ses graphismes qu’il juge « magnifique », le jeu est desservi par un trop grand nombre de défaut et est donc « morne » et « pas vraiment amusant ». Il note en effet la présence de plusieurs bugs, dont certains peuvent faire planter le jeu, ce qu’il juge particulièrement irritant. Il regrette également que le joueur qui commande le convoi passe le plus clair de son temps à « tuer des poissons » en essayant de couler le sous-marin qui, de son côté, « rate généralement ses tirs de torpilles ». Il juge également que les conditions de victoires ne sont pas réalistes car le commandant du convoi n’obtient pas de points en sauvegardant ses navires mais seulement en coulant des sous-marins. Enfin, dans un dossier consacré aux wargames publié en 1984, le journaliste Stormbringer du magazine Tilt le décrit au contraire comme l’un des wargames navals les plus intéressants grâce notamment à ses graphismes en 3D, inèdit à l’époque dans un wargame, et à la possibilité de créer ses propres scénarios. Il lui attribue donc une note de cinq sur six.